# Ezequiel Michelli
Ezequiel Michelli Ponce de León (La Plata, 20 de noviembre de 1990) es un futbolista argentino que se desempeña como defensa en Gualberto Villarroel de la Primera División de Bolivia. Surgió de las inferiores de Estudiantes de La Plata y debutó profesionalmente en 2012 jugando por San Martín de San Juan.

## Clubes
| Club                    | País      | Año               |
| ----------------------- | --------- | ----------------- |
| San Martín SJ           | Argentina | 2012 - 2014       |
| Independiente Rivadavia | Argentina | 2015              |
| Unión La Calera         | Chile     | 2015 - 2016       |
| Guabirá                 | Bolivia   | 2017 - 2018       |
| Carabobo FC             | Venezuela | 2019              |
| Sport Boys Warnes       | Bolivia   | 2019              |
| Real Santa Cruz         | Bolivia   | 2020              |
| Atlético Saguntino      | España    | 2020              |
| Deportivo Benicarló     | España    | 2020 - 2021       |
| Virtus Matino           | Italia    | 2021              |
| Universitario de Vinto  | Bolivia   | 2022              |
| Aurora                  | Bolivia   | 2023 - 2024       |
| Gualberto Villarroel    | Bolivia   | 2025 - Actualidad |